# Dorothea von Ertmann
Dorothea von Ertmann (Frankfurt del Main, 1781 - Viena, 1849) fou una pianista alemanya.
Adquirí gran fama com a excepcional interprete de les sonates de Beethoven, el qual l'admirava fins al punt que li dedicà la sonata en la menor (op. 101). d'aquesta relació artística entre el gran compositor i la baronessa Ertmann se n'ocupa Hayer en el seu llibre Beethoven.